# ویتو کورلئونه
ویتو آندولینی کورلئونه (به ایتالیایی: Vito Andolini Corleone) یک شخصیت داستانی است که توسط ماریو پوزو در سال ۱۹۶۹ در رمان پدرخوانده خلق شد و سپس در سال ۱۹۷۲ در فیلم پدرخوانده اثر فرانسیس فورد کاپولا به نمایش درآمد. مارلون براندو نقش اصلی این شخصیت را ایفا کرد و بعدها اورسته بالدینی و رابرت دنیرو به ترتیب نقش دوران کودکی و جوانی او را بازی کردند. او یک کودک یتیم اهل سیسیل است که به ایالات متحده آمریکا مهاجرت کرده و یک امپراطوری مافیا را تشکیل می‌دهد.
او از همسرش کارملا چهار فرزند به نام‌های سانتینو (سانی)، فردریکو (فردو)، مایکل و کنستانزیا (کانی) دارند. او دوست فرزندش سانی را هم که تام هاگن نام دارد، به فرزندی قبول می‌کند که وکیل و مشاور او می‌شود. بعد از مرگ او مایکل موفق می‌شود ریاست خانواده تبهکار کورلئونه را ادامه دهد.
کورلئونه مدیر کسب و کارهای مجرمانه مانند قمار، قاچاق مشروبات الکلی و فحشا است که توسط اتحادیه بر آن نظارت می‌شود. او به عنوان فردی سخاوتمند شناخته می‌شود که با قوانین دقیق و وفادارانه نسبت به دوستان و بیش از همه خانواده زندگی می‌کند. او همچنین شخصیتی محافظه‌کار دارد و نزدیکان و دوستانش او را «پدرخوانده» یا «دن کورلئونه» می‌نامند.

## روزشمار زندگی
- سال ۱۸۹۲: زاده شدن ویتو کورلئونه در سیسیل
- سال ۱۹۰۱: از دست دادن همزمان پدر، مادر و برادر - مهاجرت به آمریکا
- سال ۱۹۱۴: ازدواج با کارملا
- سال ۱۹۱۶: زبان بازکردن خودش
  - سال ۱۹۱۷: دیدار با کلمنزو، ورود به دنیای گنگستری
- سال ۱۹۱۹: زایش دومین پسر، فردو کورلئونه
- سال ۱۹۲۰: زایش سومین پسر، مایکل کورلئونه
- سال ۱۹۲۷: کشتن دون چیچو، قاتل خانواده‌اش در کودکی
- سال ۱۹۳۱: آغاز رقابت کشتی فرنگی با پنج خانواده مافیایی
- سال ۱۹۳۹: نقل مکان خانواده به نیویورک
- سال ۱۹۴۵: ویتو مورد اصابت گلوله قرار می‌گیرد
- سال ۱۹۵۴: مرگ ویتو کورلئونه

## بازیگران
- مارلون براندو جونیور ایفاگر نقش ویتوی پیر در پدرخوانده: قسمت اول
- رابرت دنیرو ایفاگر نقش ویتوی جوان در پدرخوانده: قسمت دوم

- لی وان کلیف ستاره فیلم های به خاطر چند دلار بیشتر و خوب بد زشت، برای نقش ویتو کورلئونه پیر در نظر گرفته شده بود، اما او به دلیل تضاد برنامه ریزی با پروژه دیگری آن را رد کرد و مارلون براندو جایگزین او شد.